# Ава Доротеј
Преподобни Ава Доротеј, Доротеј Гаски или Доротеј Палестински (грч. Δωρόθεος τῆς Γάζης) је православни светитељ и пустињак.
Живео крајем шестог и почетком седмог века. Младост је провео у на високим школама. Свој монашки живот је започео у манастиру који се налази на путу из Аскалона у Газу, у Палестини. Ава Серид је био игуман тог манастира, али је прави руководитељ братства у ствари био преподобни Варсонуфије. Он је живео у строгом затворништву и безмолвију (тиховању). У манастиру је био и други старац, Јован звани Пророк, коме је извесно време прислуживао сам ава Доротеј. Од њега је стекао увид у основе монашког живота.
После смрти аве Серида и старца Јована, и када се велики Варсануфије повукао у потпуно затворништво, преподобни Доротеј се удаљио из манастира и основао нови. Вероватно из тог времена и потичу његове поуке, изговорене ученицима.
Православна црква слави спомен на Аву Доротеја 5. јуна по јулијанском календару.
Ава Доротеј је остао познат по његовим поукама. Оне су (заједно са Лествицом Светог Јована Лествичника, писаном систематичније и са свеобухватнијом намером излагања хијерархије хришћанских рајских врлина) лектира на којој су се васпитавале генерације монаха и хришћана.